# Земљотрес у централној Италији 2016.
На дан 24. август 2016. године у 03:36 по локалном времену, земљотрес је погодио централну Италији, епицентар је био близу Акумолија. Има најмање 292 жртве и још десетине се воде као нестали.